# Зидарци
Зидарци е село в Западна България. То се намира в община Перник, област Перник.

## География
На 6 км от град Батановци и на 3 км североизточно от село Ярджиловци се намира село Зидарци. То е разположено в равнина в областта Граово.

## История
Селото е възникнало на мястото на турски чифлик. Местното население обяснява името на селото с остатъци на зидария от този чифлик. Според преданията името на селото произлиза от родовото име зидар-Зидарци. Името се свързва с развоя на занаятите в този случай от зидари. Според местното предание заселниците са някогашни трънски дюлгери. Засвидетелствано в турски документи - Зидарци 1606 г.

Всяка година на 28 август се чества събора на селото.
По времето на Освобождението (1878 г.) селото имало 7 къщи. До 1905 г. населението е живяло в задруги:
Янкулова – 24 души и Джуклева 30 души.
Махали:
- Горна махала – 24 къщи с родове Янкулови – 7 къщи, изселени по една в Перник и София; Заешки – 3 къщи; Ковачеви – 8 къщи;

Кочанкови 3 – къщи, от тя една изселена в селищен дол и една в Румъния.
- Средна махала – 7 къщи една от Кръжови и 6 къщи от Джуклеви.

- Долна махала – 15 къщи, Чорапански – 3 къщи; Гайдарски 3 къщи, Ковачеви – 1 къща и др.

## Културни и природни забележителности
На 28 август всяка година („Успение богородично“ по Юлианския календар) в селото се провежда събор. Официалното тържество по повод на събора, незнайно защо се провежда обаче вечерта на 27 август.

## Население
1880 г.-181д.
1887 г.-175д.
1892 г.-164д.
1900 г.-163д.
1905 г.-184д.
1910 г.-210д.
1920 г.-267д.
1926 г.-270д.
1934 г.-278д.
1947 г.-310д.
1987 г.-189д.
1992 г.-127д.